# Tiago Prado
Tiago Prado (Rondonópolis, 3 mei 1984) is een Braziliaans voetballer.